# Tankah Pakbal
Tankah Pakbal är en ort i Mexiko.   Den ligger i kommunen San Fernando och delstaten Chiapas, i den sydöstra delen av landet, 700 km öster om huvudstaden Mexico City. Tankah Pakbal ligger 834 meter över havet och antalet invånare är 323.
Terrängen runt Tankah Pakbal är kuperad norrut, men söderut är den bergig. Runt Tankah Pakbal är det tätbefolkat, med 286 invånare per kvadratkilometer. Närmaste större samhälle är Tuxtla Gutiérrez, 17,8 km söder om Tankah Pakbal. I omgivningarna runt Tankah Pakbal växer huvudsakligen savannskog.